# Юльган
Юльган (Ülgön або Ulgan Han) — бог добра в тюркській та алтайській міфології. Він живе на 16 поверсі неба. Тюркське божество-творець, яке зазвичай відрізняється від Тенгрі, але іноді ототожнюється. Вважається, що Юльган не має ні початку, ні кінця. У пізніших віруваннях він вважався сином Бога і володарем неба.

## Історія
Юльган перекладається як «величний». Він був першим у списку трьох небесних богів, створених шляхом «трансформації» від Кайра-хана, який жив на 16-му поверсі неба.
Вважався сином першобога Тенгрі або Кайра-Хана. Юльган символізує добро, добробут, достаток їжі, води тощо. Крім того, він створив землю, небо та всіх живих істот. Він контролює атмосферні події та рух зірок. Він створив землю для життя людей, людей, тварин і веселку. Він вважався богом-покровителем шаманів і джерелом їхніх знань.
Живе на Золотій горі, в золотому палаці із золотими дверима. Він сидить на золотому троні. Керує небесними тілами. Це перше джерело небесних і метеорологічних явищ. Він навчив людей запалювати вогонь, прийшовши з двома каменями, одним білим, а другим чорним. Він любить творити добро. У нього довге волосся. Поруч з ним великий щит. У нього в руці лук, який посилає блискавку. Грім і блискавка — його зброя. Місце, в яке влучила блискавка, стає священним.
У нього сім синів і сім дочок. Його символізує синій колір, він володар неба. Булава в його руці нагадує коріння дерева життя і така гілляста. Він живе далеко від Сонця, Місяця та зірок (усіх небесних об'єктів), які ми знаємо. 

Під час його опису вживаються такі прикметники яскравий, палаючий. Вважається вічним. На початку Всесвіту були тільки Юльген і Ерлік. Вони літають над безкрайньою водою під виглядом гусей і лебедів. З іншого боку, Кайра-Хан існувала до появи Всесвіту. Його зображують із старим і мудрим виглядом. Кожні три, шість, дев'ять або 12 років проводяться пишні церемонії, і йому в жертву приносять білу кобилу. Він має три börkü (головні убори) і довгу бороду. Фактично, хоча більшість часу він не згадується, його дружину в кількох місцях звуть «Таз Ханім» (Kel Hanım). Тварина, на якій він їздить — це віл.
Словом Ulagan з'являється в кінці імен багатьох богів монгольською мовою. Серед вогулів він називається Ульгон і вважається джерелом вогню. В зороастризмі його ототожнюють з Акура Маздою. За уявленнями монголів, він стоїть на чолі 55 богів, що прийшли з заходу. Його протилежним образом у тюркській міфології є Ерлік-хан, правитель підземного світу та Бог зла.

## Діти
В Юльгана було сім синів і дев'ять доньок.
Сини називались «Білі хлопці» (Ak oğlanlar) або Киятлар (Kıyatlar):
- Каршит Каган — Бог чистоти.
- Бура Каган — Бог коней.
- Бурча Каган — Бог процвітання.
- Яшиль Каган — Бог природи.
- Каракуш Каган — Бог птахів.
- Канім Каган — Бог довіри.
- Бакти Каган — Бог благословення.

Дев'ять дочок, яких називали «Білі дівчата» (Ak Kızlar) або Киянлар (Kıyanlar), але ніхто не знає їхніх імен. Його доньки є джерелом натхнення для шаманів. Вони надихають людей своїм розумінням мистецтва та естетики.
В алтайській міфології Юльган має двох синів, які живуть на третьому поверсі неба: Май-Ана і Май-Ата.